# Józef Tunkel
Józef Tunkel, ps. Der Tunkeler (jid. ‏יוסף טונקעל‎, ur. 1881 w Bobrujsku, zm. 9 sierpnia 1949 w Nowym Jorku) – żydowski pisarz, satyryk i tłumacz tworzący w języku jidysz, karykaturzysta.

## Życiorys
Był synem mełameda. W 1899 roku ukończył szkołę rysunkową w Wilnie. Następnie zamieszkał w Odessie, pracował jako plastyk, karierę musiał porzucić z powodu choroby oczu.
Jako poeta debiutował w 1901 roku w krakowskiej gazecie „Der Jud”, publikował także felietony i humoreski. W latach 1906–1910 przebywał w Stanach Zjednoczonych, gdzie zajmował się wydawaniem czasopism satyrycznych. Następnie zamieszkał w Warszawie. Od 1911 roku współpracował z czasopismem „Der Moment”, był w nim m.in. redaktorem działu satyrycznego „Der Krumer Szpigel”.
Podczas I wojny światowej przebywał w Bobrujsku, Odessie i Kijowie, następnie powrócił do Warszawy. Współpracował z prasą jidyszową, zajmował się m.in. wydawaniem gazetek, rysowaniem karykatur, tłumaczeniem oraz pisaniem własnych sztuk teatralnych. Pisał głównie jednoaktówki i inne drobne formy dla teatrzyków oraz kabaretów. Jedną z jego sztuk, Gots ganowim, wystawiła w 1935 roku Trupa Wileńska. Wydał ponad 30 książek, głównie satyr i felietonów. Jego twórczość obejmowała m.in. parodie współczesnej literatury jidysz, krytykę szundu, szkolnictwa Bundu oraz sztuki i artystów żydowskich.
W 1931 roku przebywał w Palestynie, gdzie odwiedził m.in. Tel Awiw i Jerozolimę.
W momencie wybuchu II wojny światowej przebywał w Belgii, a następnie we Francji. Został aresztowany przez policję Vichy, został jednak zwolniony, następnie przebywał w Tuluzie, gdzie ponownie został aresztowany i następnie osadzony w obozie. Udało mu się zbiec i wiosną 1941 roku wyjechał do Stanów Zjednoczonych, gdzie podjął współpracę z gazetą „Forverts”.
Pod koniec życia ciężko chorował, stracił również wzrok. Zmarł w szpitalu w dzielnicy Bronx.